# Élections législatives de 2017 en Gironde
Les élections législatives françaises de 2017 se déroulent les 11 et 18 juin 2017. Dans le département de la Gironde, douze députés sont à élire dans le cadre de douze circonscriptions.

## Élus
| Circonscription                                 | Député sortant    | Parti | Parti | Député élu ou réélu | Parti | Parti |
| ----------------------------------------------- | ----------------- | ----- | ----- | ------------------- | ----- | ----- |
| 1re                                             | Sandrine Doucet*  |       | PS    | Dominique David     |       | LREM  |
| 2e                                              | Michèle Delaunay  |       | PS    | Catherine Fabre     |       | LREM  |
| 3e                                              | Noël Mamère*      |       | DVE   | Loïc Prud'homme     |       | FI    |
| 4e                                              | Conchita Lacuey*  |       | PS    | Alain David         |       | PS    |
| 5e                                              | Pascale Got       |       | PS    | Benoît Simian       |       | LREM  |
| 6e                                              | Marie Récalde     |       | PS    | Éric Poulliat       |       | LREM  |
| 7e                                              | Alain Rousset*    |       | PS    | Bérangère Couillard |       | LREM  |
| 8e                                              | Yves Foulon       |       | LR    | Sophie Panonacle    |       | LREM  |
| 9e                                              | Gilles Savary     |       | PS    | Sophie Mette        |       | MoDem |
| 10e                                             | Florent Boudié    |       | PS    | Florent Boudié      |       | LREM  |
| 11e                                             | Philippe Plisson* |       | PS    | Véronique Hammerer  |       | LREM  |
| 12e                                             | Martine Faure*    |       | PS    | Christelle Dubos    |       | LREM  |
| * député sortant ne se représentant pas en 2017 |                   |       |       |                     |       |       |

## Rappel des résultats départementaux des élections de 2012
| Parti          | Parti                                        | Premier tour | Premier tour | Second tour | Second tour | Sièges |
| Parti          | Parti                                        | Voix         | %            | Voix        | %           | Sièges |
| -------------- | -------------------------------------------- | ------------ | ------------ | ----------- | ----------- | ------ |
|                | Parti socialiste                             | 240 280      | 40,84        | 280 237     | 59,15       | 10     |
|                | Europe Écologie Les Verts                    | 42 303       | 7,19         |             |             | 1      |
|                | Divers gauche dont MRC                       | 2 253        | 0,38         | 0           |             |        |
|                | Majorité présidentielle                      | 284 836      | 48,41        | 280 237     | 59,15       | 11     |
|                |                                              |              |              |             |             |        |
|                | Union pour un mouvement populaire            | 133 323      | 22,66        | 174 616     | 36,85       | 1      |
|                | Divers droite dont DLR, PCD                  | 17 916       | 3,05         |             |             | 0      |
|                | Nouveau centre                               | 15 342       | 2,61         | 18 948      | 4,00        | 0      |
|                | Parti radical                                | 3 090        | 0,53         |             |             | 0      |
|                | Droite parlementaire                         | 169 671      | 28,85        | 193 564     | 40,85       | 1      |
|                |                                              |              |              |             |             |        |
|                | Front national                               | 69 952       | 11,89        |             |             | 0      |
|                | Front de gauche                              | 38 358       | 6,52         | 0           |             |        |
|                | Mouvement démocrate                          | 10 988       | 1,87         | 0           |             |        |
|                | Extrême gauche dont LO, NPA et POI           | 7 834        | 1,33         | 0           |             |        |
|                | Divers écologiste dont MÉI, AÉI, Cap21 et GÉ | 5 128        | 0,87         | 0           |             |        |
|                | Divers                                       | 1 334        | 0,23         | 0           |             |        |
|                | Extrême droite                               | 175          | 0,03         | 0           |             |        |
|                |                                              |              |              |             |             |        |
| Inscrits       | Inscrits                                     | 1 008 732    | 100,00       | 861 700     | 100,00      | 12     |
| Abstentions    | Abstentions                                  | 411 829      | 40,83        | 371 573     | 43,12       |        |
| Votants        | Votants                                      | 596 903      | 59,17        | 490 127     | 56,88       |        |
| Blancs et nuls | Blancs et nuls                               | 8 627        | 1,45         | 16 326      | 3,33        |        |
| Exprimés       | Exprimés                                     | 588 276      | 98,55        | 473 801     | 96,67       |        |

## Résultats de l'élection présidentielle de 2017 par circonscription
| Circonscription | 1er tour | 1er tour | 1er tour | 1er tour  | 1er tour |         | 2d tour | 2d tour |
| Circonscription | Macron   | Le Pen   | Fillon   | Mélenchon | Hamon    | Macron  | Le Pen  |         |
| --------------- | -------- | -------- | -------- | --------- | -------- | ------- | ------- | ------- |
| Circonscription |          |          |          |           |          |         |         |         |
| 1re             | 31,45 %  | 9,67 %   | 24,83 %  | 19,26 %   | 8 %      | 82,55 % | 17,45 % |         |
| 2e              | 31,87 %  | 6 %      | 21 %     | 24,41 %   | 11,2 %   | 88,05 % | 11,95 % |         |
| 3e              | 28,37 %  | 11,34 %  | 12,02 %  | 29,59 %   | 10,71 %  | 80,81 % | 19,19 % |         |
| 4e              | 24,64 %  | 19,84 %  | 12,2 %   | 25,48 %   | 8,31 %   | 68,71 % | 31,29 % |         |
| 5e              | 23,42 %  | 24,14 %  | 15,01 %  | 20,95 %   | 6,15 %   | 61,73 % | 38,27 % |         |
| 6e              | 31,06 %  | 14,02 %  | 16,31 %  | 21,5 %    | 8,4 %    | 76,93 % | 23,07 % |         |
| 7e              | 31,54 %  | 11,77 %  | 15,55 %  | 23,37 %   | 9,31 %   | 80,06 % | 19,94 % |         |
| 8e              | 24,68 %  | 18,88 %  | 24,6 %   | 17,07 %   | 5,13 %   | 66,57 % | 33,43 % |         |
| 9e              | 23,92 %  | 20,7 %   | 14,92 %  | 22,73 %   | 7,21 %   | 65,98 % | 34,02 % |         |
| 10e             | 22,3 %   | 25,21 %  | 17,81 %  | 18,93 %   | 6,07 %   | 60,41 % | 39,59 % |         |
| 11e             | 19,41 %  | 30,78 %  | 13,26 %  | 20,06 %   | 5,64 %   | 52,46 % | 47,54 % |         |
| 12e             | 23,22 %  | 21,34 %  | 16,47 %  | 21,94 %   | 6,86 %   | 64,98 % | 35,02 % |         |

## Résultats

### Résultats à l'échelle du département
|                                             |                                      |                           |                           |                          |                          |
|                                             |                                      | Premier tour 11 juin 2017 | Premier tour 11 juin 2017 | Second tour 18 juin 2017 | Second tour 18 juin 2017 |
|                                             |                                      |                           |                           |                          |                          |
|                                             |                                      | Nombre                    | % des inscrits            | Nombre                   | % des inscrits           |
| Inscrits                                    | Inscrits                             | 1 086 592                 | 100,00                    | 1 086 013                | 100,00                   |
| Abstentions                                 | Abstentions                          | 533 597                   | 49,11                     | 622 976                  | 57,36                    |
| Votants                                     | Votants                              | 552 995                   | 50,89                     | 463 037                  | 42,64                    |
|                                             |                                      |                           | % des votants             |                          | % des votants            |
| Bulletins blancs                            | Bulletins blancs                     | 6 679                     | 1,21                      | 33 197                   | 7,17                     |
| Bulletins nuls                              | Bulletins nuls                       | 3 136                     | 0,57                      | 15 377                   | 3,32                     |
| Suffrages exprimés                          | Suffrages exprimés                   | 543 180                   | 98,23                     | 414 463                  | 89,51                    |
|                                             |                                      |                           |                           |                          |                          |
| Étiquette politique                         | Étiquette politique                  | Voix                      | % des exprimés            | Voix                     | % des exprimés           |
|                                             |                                      |                           |                           |                          |                          |
|                                             | La République en marche              | 186 000                   | 34,24                     | 216 873                  | 52,33                    |
|                                             | La France insoumise                  | 72 525                    | 13,35                     | 31 266                   | 7,54                     |
|                                             | Parti socialiste                     | 63 979                    | 11,78                     | 82 207                   | 19,83                    |
|                                             | Les Républicains                     | 63 743                    | 11,74                     | 39 872                   | 9,62                     |
|                                             | Front national                       | 62 676                    | 11,54                     | 26 186                   | 6,32                     |
|                                             | Écologiste (dont EÉLV)               | 25 638                    | 4,72                      |                          |                          |
|                                             | Mouvement démocrate                  | 14 888                    | 2,74                      | 18 059                   | 4,36                     |
|                                             | Union des démocrates et indépendants | 12 671                    | 2,33                      |                          |                          |
|                                             | Divers droite                        | 8 818                     | 1,62                      |                          |                          |
|                                             | Divers                               | 8 225                     | 1,51                      |                          |                          |
|                                             | Parti communiste français            | 8 148                     | 1,50                      |                          |                          |
|                                             | Debout la France                     | 7 633                     | 1,41                      |                          |                          |
|                                             | Extrême gauche                       | 3 955                     | 0,73                      |                          |                          |
|                                             | Divers gauche                        | 3 200                     | 0,59                      |                          |                          |
|                                             | Extrême droite                       | 1 081                     | 0,20                      |                          |                          |
| Source : Ministère de l'Intérieur - Gironde |                                      |                           |                           |                          |                          |

### Résultats par circonscription

#### Première circonscription
Député sortant : Sandrine Doucet (Parti socialiste).
|                                                                            |                                                                         |                           |                           |                          |                          |
|                                                                            |                                                                         | Premier tour 11 juin 2017 | Premier tour 11 juin 2017 | Second tour 18 juin 2017 | Second tour 18 juin 2017 |
|                                                                            |                                                                         |                           |                           |                          |                          |
|                                                                            |                                                                         | Nombre                    | % des inscrits            | Nombre                   | % des inscrits           |
| Inscrits                                                                   | Inscrits                                                                | 94 986                    | 100,00                    | 94 988                   | 100,00                   |
| Abstentions                                                                | Abstentions                                                             | 46 299                    | 48,74                     | 56 496                   | 59,48                    |
| Votants                                                                    | Votants                                                                 | 48 687                    | 51,26                     | 38 492                   | 40,52                    |
|                                                                            |                                                                         |                           | % des votants             |                          | % des votants            |
| Bulletins blancs                                                           | Bulletins blancs                                                        | 364                       | 0,75                      | 2 855                    | 7,42                     |
| Bulletins nuls                                                             | Bulletins nuls                                                          | 152                       | 0,31                      | 992                      | 2,58                     |
| Suffrages exprimés                                                         | Suffrages exprimés                                                      | 48 171                    | 98,94                     | 34 645                   | 90,01                    |
|                                                                            |                                                                         |                           |                           |                          |                          |
| Candidat Étiquette politique (partis et alliances)                         | Candidat Étiquette politique (partis et alliances)                      | Voix                      | % des exprimés            | Voix                     | % des exprimés           |
|                                                                            |                                                                         |                           |                           |                          |                          |
|                                                                            | Dominique David La République en marche                                 | 21 173                    | 43,95                     | 20 645                   | 59,59                    |
|                                                                            | Nicolas Florian Les Républicains (Union des démocrates et indépendants) | 9 670                     | 20,07                     | 14 000                   | 40,41                    |
|                                                                            | Evelyne Cervantes-Descubes La France insoumise                          | 5 261                     | 10,92                     |                          |                          |
|                                                                            | Philippe Dorthe Parti socialiste                                        | 3 437                     | 7,13                      |                          |                          |
|                                                                            | Philippe Dubois Front national                                          | 2 786                     | 5,78                      |                          |                          |
|                                                                            | Nelson Palis-Niermann Europe Écologie Les Verts                         | 1 873                     | 3,89                      |                          |                          |
|                                                                            | Vincent Maurin Parti communiste français                                | 889                       | 1,85                      |                          |                          |
|                                                                            | Laurent Blanchard Écologiste (Parti citoyen por les animaux)            | 517                       | 1,07                      |                          |                          |
|                                                                            | Audrey Teillet Divers (Parti animaliste)                                | 454                       | 0,94                      |                          |                          |
|                                                                            | Pierre Lareigne Divers droite (Parti chrétien-démocrate)                | 403                       | 0,84                      |                          |                          |
|                                                                            | Sophie Barakat Debout la France                                         | 390                       | 0,81                      |                          |                          |
|                                                                            | Cyril Faucher Divers (Union populaire républicaine)                     | 334                       | 0,69                      |                          |                          |
|                                                                            | Thérèse Claise Divers gauche (Nouvelle Donne)                           | 261                       | 0,54                      |                          |                          |
|                                                                            | Isabelle Larroquet Extrême gauche (Nouveau Parti anticapitaliste)       | 221                       | 0,46                      |                          |                          |
|                                                                            | Paul Artaut Divers (Parti du vote blanc)                                | 181                       | 0,38                      |                          |                          |
|                                                                            | Fanny Quandalle Lutte ouvrière                                          | 175                       | 0,36                      |                          |                          |
|                                                                            | Pierre Dinet Extrême droite (Union des patriotes - Civitas)             | 107                       | 0,22                      |                          |                          |
|                                                                            | Johan Giraud-Girard Divers                                              | 31                        | 0,06                      |                          |                          |
|                                                                            | Adrien Doutreix Extrême gauche (Parti pour la décroissance)             | 8                         | 0,02                      |                          |                          |
| Source : Ministère de l'Intérieur - Première circonscription de la Gironde |                                                                         |                           |                           |                          |                          |

#### Deuxième circonscription
Député sortant : Michèle Delaunay (Parti socialiste).
|                                                                            |                                                                      |                           |                           |                          |                          |
|                                                                            |                                                                      | Premier tour 11 juin 2017 | Premier tour 11 juin 2017 | Second tour 18 juin 2017 | Second tour 18 juin 2017 |
|                                                                            |                                                                      |                           |                           |                          |                          |
|                                                                            |                                                                      | Nombre                    | % des inscrits            | Nombre                   | % des inscrits           |
| Inscrits                                                                   | Inscrits                                                             | 65 995                    | 100,00                    | 65 995                   | 100,00                   |
| Abstentions                                                                | Abstentions                                                          | 32 283                    | 48,92                     | 40 852                   | 61,90                    |
| Votants                                                                    | Votants                                                              | 33 712                    | 51,08                     | 25 143                   | 38,10                    |
|                                                                            |                                                                      |                           | % des votants             |                          | % des votants            |
| Bulletins blancs                                                           | Bulletins blancs                                                     | 207                       | 0,61                      | 2 576                    | 10,25                    |
| Bulletins nuls                                                             | Bulletins nuls                                                       | 113                       | 0,34                      | 818                      | 3,25                     |
| Suffrages exprimés                                                         | Suffrages exprimés                                                   | 33 392                    | 99,05                     | 21 749                   | 86,50                    |
|                                                                            |                                                                      |                           |                           |                          |                          |
| Candidat Étiquette politique (partis et alliances)                         | Candidat Étiquette politique (partis et alliances)                   | Voix                      | % des exprimés            | Voix                     | % des exprimés           |
|                                                                            |                                                                      |                           |                           |                          |                          |
|                                                                            | Catherine Fabre La République en marche                              | 13 284                    | 39,78                     | 13 874                   | 63,79                    |
|                                                                            | Anne Walryck Les Républicains (Union des démocrates et indépendants) | 5 274                     | 15,79                     | 7 875                    | 36,21                    |
|                                                                            | Aude Darchy La France insoumise                                      | 4 436                     | 13,28                     |                          |                          |
|                                                                            | Michèle Delaunay (députée sortante) Parti socialiste                 | 3 569                     | 10,69                     |                          |                          |
|                                                                            | Pierre Hurmic Europe Écologie Les Verts                              | 2 684                     | 8,04                      |                          |                          |
|                                                                            | Julie Rechagneux Front national                                      | 1 254                     | 3,76                      |                          |                          |
|                                                                            | Servane Crussière Parti communiste français                          | 635                       | 1,90                      |                          |                          |
|                                                                            | Guillaume Boraud Divers droite (577-Les Indépendants)                | 406                       | 1,22                      |                          |                          |
|                                                                            | Alexis Azoulai Divers gauche (Nouvelle Donne)                        | 372                       | 1,11                      |                          |                          |
|                                                                            | Laurence Couteille Écologiste (Mouvement 100 %)                      | 345                       | 1,03                      |                          |                          |
|                                                                            | Hélène Thouy Divers (Parti animaliste)                               | 319                       | 0,96                      |                          |                          |
|                                                                            | Christophe Bugeau Debout la France                                   | 248                       | 0,74                      |                          |                          |
|                                                                            | Jean-Pierre Etchoimborde Divers (Union populaire républicaine)       | 191                       | 0,57                      |                          |                          |
|                                                                            | Guy Dupont Lutte ouvrière                                            | 130                       | 0,39                      |                          |                          |
|                                                                            | Alexandre Mahfoudhi Extrême gauche (Parti pour la décroissance)      | 90                        | 0,27                      |                          |                          |
|                                                                            | Farid Azzoug Extrême gauche (Parti ouvrier indépendant démocratique) | 65                        | 0,19                      |                          |                          |
|                                                                            | Stéphane Boudy Divers gauche (Parti indépendant pour la culture)     | 50                        | 0,15                      |                          |                          |
|                                                                            | Daniel Menuet Divers (Solidarité et progrès)                         | 40                        | 0,12                      |                          |                          |
| Source : Ministère de l'Intérieur - Deuxième circonscription de la Gironde |                                                                      |                           |                           |                          |                          |

#### Troisième circonscription
Député sortant : Noël Mamère (Divers gauche).
|                                                                             | |                           |                           |                          |                          |
|                                                                             | | Premier tour 11 juin 2017 | Premier tour 11 juin 2017 | Second tour 18 juin 2017 | Second tour 18 juin 2017 |
|                                                                             | |                           |                           |                          |                          |
|                                                                             | | Nombre                    | % des inscrits            | Nombre                   | % des inscrits           |
| Inscrits                                                                    | Inscrits | 81 023                    | 100,00                    | 81 024                   | 100,00                   |
| Abstentions                                                                 | Abstentions | 41 129                    | 50,76                     | 46 333                   | 57,18                    |
| Votants                                                                     | Votants | 39 894                    | 49,24                     | 34 691                   | 42,82                    |
|                                                                             | |                           | % des votants             |                          | % des votants            |
| Bulletins blancs                                                            | Bulletins blancs                                                                                                 | 493                       | 1,24                      | 1 592                    | 4,59                     |
| Bulletins nuls                                                              | Bulletins nuls                                                                                                   | 221                       | 0,55                      | 734                      | 2,12                     |
| Suffrages exprimés                                                          | Suffrages exprimés                                                                                               | 39 180                    | 98,21                     | 32 365                   | 93,30                    |
|                                                                             | |                           |                           |                          |                          |
| Candidat Étiquette politique (partis et alliances)                          | Candidat Étiquette politique (partis et alliances)                                                               | Voix                      | % des exprimés            | Voix                     | % des exprimés           |
|                                                                             | |                           |                           |                          |                          |
|                                                                             | Marik Fetouh La République en marche                                                                             | 13 232                    | 33,77                     | 16 117                   | 49,80                    |
|                                                                             | Loïc Prud'homme La France insoumise                                                                              | 7 451                     | 19,02                     | 16 248                   | 50,20                    |
|                                                                             | Naïma Charaï Parti socialiste                                                                                    | 6 869                     | 17,53                     |                          |                          |
|                                                                             | Alexandre Gourd Les Républicains (Union des démocrates et indépendants)                                          | 3 323                     | 8,48                      |                          |                          |
|                                                                             | Bruno Paluteau Front national                                                                                    | 2 686                     | 6,86                      |                          |                          |
|                                                                             | Isabelle Taris Parti communiste français                                                                         | 1 077                     | 2,75                      |                          |                          |
|                                                                             | Olivier Cazaux Europe Écologie Les Verts                                                                         | 857                       | 2,19                      |                          |                          |
|                                                                             | Dominique Dufour Debout la France                                                                                | 411                       | 1,05                      |                          |                          |
|                                                                             | Nathalie Le Guen Extrême droite (Souveraineté, identité et libertés)                                             | 385                       | 0,98                      |                          |                          |
|                                                                             | Badhia Messaoud Divers (#MaVoix)                                                                                 | 385                       | 0,98                      |                          |                          |
|                                                                             | Françoise Matha-Stepani Divers droite (Les Centristes)                                                           | 352                       | 0,90                      |                          |                          |
|                                                                             | Jean-Marc Ferrari Écologiste (Mouvement écologiste indépendant)                                                  | 343                       | 0,88                      |                          |                          |
|                                                                             | Danielle Berdoyes Divers (Parti animaliste)                                                                      | 311                       | 0,79                      |                          |                          |
|                                                                             | Alain Perrier Divers gauche (Nouvelle Donne)                                                                     | 280                       | 0,71                      |                          |                          |
|                                                                             | Cécile Teulon Écologiste (Mouvement 100 %)                                                                       | 248                       | 0,63                      |                          |                          |
|                                                                             | Sascha-Lou Rey-Capdepon Divers (Union populaire républicaine)                                                    | 239                       | 0,61                      |                          |                          |
|                                                                             | Joël Chassaigne Divers (Parti du vote blanc)                                                                     | 218                       | 0,56                      |                          |                          |
|                                                                             | Éric Marhadour Lutte ouvrière                                                                                    | 213                       | 0,54                      |                          |                          |
|                                                                             | Thomas Holbing Écologiste (Confédération pour l'homme, l'animal et la planète)                                   | 176                       | 0,45                      |                          |                          |
|                                                                             | Wilfrid Issanga Divers                                                                                           | 65                        | 0,17                      |                          |                          |
|                                                                             | Pascal Chauvet Divers (Rassemblement du Peuple Souverain pour une France Indépendante et une République Sociale) | 37                        | 0,09                      |                          |                          |
|                                                                             | Mikael Millac Divers droite (Rassemblement des Républicains Français)                                            | 22                        | 0,06                      |                          |                          |
| Source : Ministère de l'Intérieur - Troisième circonscription de la Gironde | |                           |                           |                          |                          |

#### Quatrième circonscription
Député sortant : Conchita Lacuey (Parti socialiste).
|                                                                             |                                                                        |                           |                           |                          |                          |
|                                                                             |                                                                        | Premier tour 11 juin 2017 | Premier tour 11 juin 2017 | Second tour 18 juin 2017 | Second tour 18 juin 2017 |
|                                                                             |                                                                        |                           |                           |                          |                          |
|                                                                             |                                                                        | Nombre                    | % des inscrits            | Nombre                   | % des inscrits           |
| Inscrits                                                                    | Inscrits                                                               | 93 630                    | 100,00                    | 93 631                   | 100,00                   |
| Abstentions                                                                 | Abstentions                                                            | 50 757                    | 54,21                     | 58 657                   | 62,65                    |
| Votants                                                                     | Votants                                                                | 42 873                    | 45,79                     | 34 974                   | 37,35                    |
|                                                                             |                                                                        |                           | % des votants             |                          | % des votants            |
| Bulletins blancs                                                            | Bulletins blancs                                                       | 589                       | 1,37                      | 3 003                    | 8,59                     |
| Bulletins nuls                                                              | Bulletins nuls                                                         | 254                       | 0,59                      | 1 429                    | 4,09                     |
| Suffrages exprimés                                                          | Suffrages exprimés                                                     | 42 030                    | 98,03                     | 30 542                   | 87,33                    |
|                                                                             |                                                                        |                           |                           |                          |                          |
| Candidat Étiquette politique (partis et alliances)                          | Candidat Étiquette politique (partis et alliances)                     | Voix                      | % des exprimés            | Voix                     | % des exprimés           |
|                                                                             |                                                                        |                           |                           |                          |                          |
|                                                                             | Aziz S'Kalli-Bouaziza La République en marche                          | 13 276                    | 31,59                     | 14 992                   | 49,09                    |
|                                                                             | Alain David Parti socialiste                                           | 6 857                     | 16,31                     | 15 550                   | 50,91                    |
|                                                                             | Maud Besson La France insoumise                                        | 6 103                     | 14,52                     |                          |                          |
|                                                                             | Hubert Laporte Union des démocrates et indépendants (Les Républicains) | 5 506                     | 13,10                     |                          |                          |
|                                                                             | Serge Hadon Front national                                             | 5 506                     | 13,10                     |                          |                          |
|                                                                             | Laure Desvalois Europe Écologie Les Verts                              | 1 791                     | 4,26                      |                          |                          |
|                                                                             | Berivan Bal Parti communiste français                                  | 936                       | 2,23                      |                          |                          |
|                                                                             | Martine Hostier Debout la France                                       | 672                       | 1,60                      |                          |                          |
|                                                                             | Daphné Daumand Divers (Parti animaliste)                               | 537                       | 1,28                      |                          |                          |
|                                                                             | Jean-Louis Gilles Divers (Union populaire républicaine)                | 326                       | 0,78                      |                          |                          |
|                                                                             | Anne-Isabelle Brivary Lutte ouvrière                                   | 287                       | 0,68                      |                          |                          |
|                                                                             | Christine Héraud Extrême gauche (Nouveau Parti anticapitaliste)        | 233                       | 0,55                      |                          |                          |
| Source : Ministère de l'Intérieur - Quatrième circonscription de la Gironde |                                                                        |                           |                           |                          |                          |

#### Cinquième circonscription
Député sortant : Pascale Got (Parti socialiste).
|                                                                             |                                                                           |                           |                           |                          |                          |
|                                                                             |                                                                           | Premier tour 11 juin 2017 | Premier tour 11 juin 2017 | Second tour 18 juin 2017 | Second tour 18 juin 2017 |
|                                                                             |                                                                           |                           |                           |                          |                          |
|                                                                             |                                                                           | Nombre                    | % des inscrits            | Nombre                   | % des inscrits           |
| Inscrits                                                                    | Inscrits                                                                  | 110 519                   | 100,00                    | 110 514                  | 100,00                   |
| Abstentions                                                                 | Abstentions                                                               | 54 525                    | 49,34                     | 63 806                   | 57,74                    |
| Votants                                                                     | Votants                                                                   | 55 994                    | 50,66                     | 46 708                   | 42,26                    |
|                                                                             |                                                                           |                           | % des votants             |                          | % des votants            |
| Bulletins blancs                                                            | Bulletins blancs                                                          | 631                       | 1,13                      | 3 273                    | 7,01                     |
| Bulletins nuls                                                              | Bulletins nuls                                                            | 288                       | 0,51                      | 1 792                    | 3,84                     |
| Suffrages exprimés                                                          | Suffrages exprimés                                                        | 55 075                    | 98,36                     | 41 643                   | 89,16                    |
|                                                                             |                                                                           |                           |                           |                          |                          |
| Candidat Étiquette politique (partis et alliances)                          | Candidat Étiquette politique (partis et alliances)                        | Voix                      | % des exprimés            | Voix                     | % des exprimés           |
|                                                                             |                                                                           |                           |                           |                          |                          |
|                                                                             | Benoît Simian La République en marche                                     | 18 399                    | 33,41                     | 21 011                   | 50,46                    |
|                                                                             | Pascale Got (députée sortante) Parti socialiste                           | 10 220                    | 18,56                     | 20 632                   | 49,54                    |
|                                                                             | Grégoire de Fournas Front national                                        | 8 794                     | 15,97                     |                          |                          |
|                                                                             | Martine Calvo La France insoumise                                         | 6 229                     | 11,31                     |                          |                          |
|                                                                             | Florence Legrand Les Républicains (Union des démocrates et indépendants)  | 5 242                     | 9,52                      |                          |                          |
|                                                                             | Stéphane Saubusse Europe Écologie Les Verts                               | 1 862                     | 3,38                      |                          |                          |
|                                                                             | Sonia Colemyn Debout la France                                            | 1 302                     | 2,36                      |                          |                          |
|                                                                             | Christophe Capelli Divers droite                                          | 972                       | 1,76                      |                          |                          |
|                                                                             | Stéphane Le Bot Parti communiste français                                 | 921                       | 1,67                      |                          |                          |
|                                                                             | Julien Brard Divers Union populaire républicaine)                         | 329                       | 0,60                      |                          |                          |
|                                                                             | François-Régis Taveau Extrême droite (Souveraineté, identité et libertés) | 328                       | 0,60                      |                          |                          |
|                                                                             | Rémy Coste Lutte ouvrière                                                 | 301                       | 0,55                      |                          |                          |
|                                                                             | Thi Be Nguyen Divers                                                      | 176                       | 0,32                      |                          |                          |
| Source : Ministère de l'Intérieur - Cinquième circonscription de la Gironde |                                                                           |                           |                           |                          |                          |

#### Sixième circonscription
Député sortant : Marie Récalde (Parti socialiste).
|                                                                           |                                                                       |                           |                           |                          |                          |
|                                                                           |                                                                       | Premier tour 11 juin 2017 | Premier tour 11 juin 2017 | Second tour 18 juin 2017 | Second tour 18 juin 2017 |
|                                                                           |                                                                       |                           |                           |                          |                          |
|                                                                           |                                                                       | Nombre                    | % des inscrits            | Nombre                   | % des inscrits           |
| Inscrits                                                                  | Inscrits                                                              | 103 728                   | 100,00                    | 103 728                  | 100,00                   |
| Abstentions                                                               | Abstentions                                                           | 49 612                    | 47,83                     | 59 292                   | 57,16                    |
| Votants                                                                   | Votants                                                               | 54 116                    | 52,17                     | 44 436                   | 42,84                    |
|                                                                           |                                                                       |                           | % des votants             |                          | % des votants            |
| Bulletins blancs                                                          | Bulletins blancs                                                      | 565                       | 1,04                      | 2 882                    | 6,49                     |
| Bulletins nuls                                                            | Bulletins nuls                                                        | 203                       | 0,38                      | 1 274                    | 2,87                     |
| Suffrages exprimés                                                        | Suffrages exprimés                                                    | 53 348                    | 98,58                     | 40 280                   | 90,65                    |
|                                                                           |                                                                       |                           |                           |                          |                          |
| Candidat Étiquette politique (partis et alliances)                        | Candidat Étiquette politique (partis et alliances)                    | Voix                      | % des exprimés            | Voix                     | % des exprimés           |
|                                                                           |                                                                       |                           |                           |                          |                          |
|                                                                           | Éric Poulliat La République en marche                                 | 23 543                    | 44,13                     | 23 690                   | 58,81                    |
|                                                                           | Marie Récalde (députée sortante) Parti socialiste                     | 7 502                     | 14,06                     | 16 590                   | 41,19                    |
|                                                                           | Marie Duret-Pujol La France insoumise                                 | 7 260                     | 13,61                     |                          |                          |
|                                                                           | Rémi Cocuelle Union des démocrates et indépendants (Les Républicains) | 5 799                     | 10,87                     |                          |                          |
|                                                                           | Marie-Mauricette Martinez Front national                              | 4 481                     | 8,40                      |                          |                          |
|                                                                           | Ludovic Guitton Europe Écologie Les Verts                             | 1 915                     | 3,59                      |                          |                          |
|                                                                           | Pierre Cazenave Parti communiste français                             | 668                       | 1,25                      |                          |                          |
|                                                                           | Véronique Silverio Divers (Parti animaliste)                          | 629                       | 1,18                      |                          |                          |
|                                                                           | Frédérique Bacci Écologiste (Mouvement 100 %)                         | 449                       | 0,84                      |                          |                          |
|                                                                           | Sandrine Peny Debout la France                                        | 418                       | 0,78                      |                          |                          |
|                                                                           | Olivier Loisel Divers (Union populaire républicaine)                  | 373                       | 0,70                      |                          |                          |
|                                                                           | Guillaume Perchet Lutte ouvrière                                      | 280                       | 0,52                      |                          |                          |
|                                                                           | Frédéric Dossche Divers                                               | 31                        | 0,06                      |                          |                          |
| Source : Ministère de l'Intérieur - Sixième circonscription de la Gironde |                                                                       |                           |                           |                          |                          |

#### Septième circonscription
Député sortant : Alain Rousset (Parti socialiste).
|                                                                            |                                                                           |                           |                           |                          |                          |
|                                                                            |                                                                           | Premier tour 11 juin 2017 | Premier tour 11 juin 2017 | Second tour 18 juin 2017 | Second tour 18 juin 2017 |
|                                                                            |                                                                           |                           |                           |                          |                          |
|                                                                            |                                                                           | Nombre                    | % des inscrits            | Nombre                   | % des inscrits           |
| Inscrits                                                                   | Inscrits                                                                  | 76 934                    | 100,00                    | 76 934                   | 100,00                   |
| Abstentions                                                                | Abstentions                                                               | 35 260                    | 45,83                     | 42 808                   | 55,64                    |
| Votants                                                                    | Votants                                                                   | 41 674                    | 54,17                     | 34 126                   | 44,36                    |
|                                                                            |                                                                           |                           | % des votants             |                          | % des votants            |
| Bulletins blancs                                                           | Bulletins blancs                                                          | 397                       | 0,95                      | 2 109                    | 6,18                     |
| Bulletins nuls                                                             | Bulletins nuls                                                            | 182                       | 0,44                      | 952                      | 2,79                     |
| Suffrages exprimés                                                         | Suffrages exprimés                                                        | 41 095                    | 98,61                     | 31 065                   | 91,03                    |
|                                                                            |                                                                           |                           |                           |                          |                          |
| Candidat Étiquette politique (partis et alliances)                         | Candidat Étiquette politique (partis et alliances)                        | Voix                      | % des exprimés            | Voix                     | % des exprimés           |
|                                                                            |                                                                           |                           |                           |                          |                          |
|                                                                            | Bérangère Couillard La République en marche                               | 16 032                    | 39,01                     | 17 304                   | 55,70                    |
|                                                                            | Bernard Garrigou Parti socialiste                                         | 6 197                     | 15,08                     | 13 761                   | 44,30                    |
|                                                                            | Johanne Sebaux La France insoumise                                        | 5 576                     | 13,57                     |                          |                          |
|                                                                            | Karine Roux-Labat Les Républicains (Union des démocrates et indépendants) | 5 094                     | 12,40                     |                          |                          |
|                                                                            | Marlène Mignon Front national                                             | 2 818                     | 6,86                      |                          |                          |
|                                                                            | Jean-Yves Grandidier Europe Écologie Les Verts                            | 2 039                     | 4,96                      |                          |                          |
|                                                                            | Didier Sarrat Parti communiste français                                   | 598                       | 1,46                      |                          |                          |
|                                                                            | Patrick Hourquebie Divers droite                                          | 542                       | 1,32                      |                          |                          |
|                                                                            | Brigitte Ryckwaert-Roumégous Debout la France                             | 470                       | 1,14                      |                          |                          |
|                                                                            | Annie Mennechet Divers (Parti animaliste)                                 | 460                       | 1,12                      |                          |                          |
|                                                                            | Laurent Delage Extrême gauche (Nouveau Parti anticapitaliste)             | 215                       | 0,52                      |                          |                          |
|                                                                            | Maria Zei-Christiany Divers gauche (Nouvelle Donne)                       | 206                       | 0,50                      |                          |                          |
|                                                                            | Patricia Mary Divers (Union populaire républicaine)                       | 205                       | 0,50                      |                          |                          |
|                                                                            | Cécile Lafont Divers droite (Résistons)                                   | 182                       | 0,44                      |                          |                          |
|                                                                            | Ludovic Muys Divers                                                       | 179                       | 0,44                      |                          |                          |
|                                                                            | Monique Oratto Lutte ouvrière                                             | 160                       | 0,39                      |                          |                          |
|                                                                            | Carine Fillang Divers droite (Les Centristes)                             | 121                       | 0,29                      |                          |                          |
|                                                                            | Aurélia Ferreira Écologiste (Mouvement 100 %)                             | 1                         | 0,00                      |                          |                          |
| Source : Ministère de l'Intérieur - Septième circonscription de la Gironde |                                                                           |                           |                           |                          |                          |

#### Huitième circonscription
Député sortant : Yves Foulon (Les Républicains).
|                                                                            |                                                                                      |                           |                           |                          |                          |
|                                                                            |                                                                                      | Premier tour 11 juin 2017 | Premier tour 11 juin 2017 | Second tour 18 juin 2017 | Second tour 18 juin 2017 |
|                                                                            |                                                                                      |                           |                           |                          |                          |
|                                                                            |                                                                                      | Nombre                    | % des inscrits            | Nombre                   | % des inscrits           |
| Inscrits                                                                   | Inscrits                                                                             | 109 065                   | 100,00                    | 109 060                  | 100,00                   |
| Abstentions                                                                | Abstentions                                                                          | 52 880                    | 48,48                     | 59 820                   | 54,85                    |
| Votants                                                                    | Votants                                                                              | 56 185                    | 51,52                     | 49 240                   | 45,15                    |
|                                                                            |                                                                                      |                           | % des votants             |                          | % des votants            |
| Bulletins blancs                                                           | Bulletins blancs                                                                     | 617                       | 1,10                      | 3 145                    | 6,39                     |
| Bulletins nuls                                                             | Bulletins nuls                                                                       | 251                       | 0,45                      | 1 385                    | 2,81                     |
| Suffrages exprimés                                                         | Suffrages exprimés                                                                   | 55 317                    | 98,46                     | 44 710                   | 90,80                    |
|                                                                            |                                                                                      |                           |                           |                          |                          |
| Candidat Étiquette politique (partis et alliances)                         | Candidat Étiquette politique (partis et alliances)                                   | Voix                      | % des exprimés            | Voix                     | % des exprimés           |
|                                                                            |                                                                                      |                           |                           |                          |                          |
|                                                                            | Sophie Panonacle La République en marche                                             | 22 337                    | 40,38                     | 26 713                   | 59,75                    |
|                                                                            | Yves Foulon (député sortant) Les Républicains (Union des démocrates et indépendants) | 13 271                    | 23,99                     | 17 997                   | 40,25                    |
|                                                                            | Laurent Lamara Front national                                                        | 5 841                     | 10,56                     |                          |                          |
|                                                                            | Cécile Coti La France insoumise                                                      | 5 692                     | 10,29                     |                          |                          |
|                                                                            | Pierre Pradayrol Parti socialiste                                                    | 2 879                     | 5,20                      |                          |                          |
|                                                                            | Nicolas Dubot Europe Écologie Les Verts                                              | 1 983                     | 3,58                      |                          |                          |
|                                                                            | Anny Bey Divers droite                                                               | 1 316                     | 2,38                      |                          |                          |
|                                                                            | Sophie Le Page Debout la France                                                      | 1 047                     | 1,89                      |                          |                          |
|                                                                            | Danielle Trannoy Parti communiste français                                           | 428                       | 0,77                      |                          |                          |
|                                                                            | Fabienne Coulais Divers (Union populaire républicaine)                               | 304                       | 0,55                      |                          |                          |
|                                                                            | Solange Texier Lutte ouvrière                                                        | 219                       | 0,40                      |                          |                          |
| Source : Ministère de l'Intérieur - Huitième circonscription de la Gironde |                                                                                      |                           |                           |                          |                          |

#### Neuvième circonscription
Député sortant : Gilles Savary (Parti socialiste).
|                                                                            |                                                                        |                           |                           |                          |                          |
|                                                                            |                                                                        | Premier tour 11 juin 2017 | Premier tour 11 juin 2017 | Second tour 18 juin 2017 | Second tour 18 juin 2017 |
|                                                                            |                                                                        |                           |                           |                          |                          |
|                                                                            |                                                                        | Nombre                    | % des inscrits            | Nombre                   | % des inscrits           |
| Inscrits                                                                   | Inscrits                                                               | 93 594                    | 100,00                    | 93 598                   | 100,00                   |
| Abstentions                                                                | Abstentions                                                            | 44 766                    | 47,83                     | 53 825                   | 57,51                    |
| Votants                                                                    | Votants                                                                | 48 828                    | 52,17                     | 39 773                   | 42,49                    |
|                                                                            |                                                                        |                           | % des votants             |                          | % des votants            |
| Bulletins blancs                                                           | Bulletins blancs                                                       | 784                       | 1,61                      | 4 031                    | 10,14                    |
| Bulletins nuls                                                             | Bulletins nuls                                                         | 344                       | 0,70                      | 2 009                    | 5,05                     |
| Suffrages exprimés                                                         | Suffrages exprimés                                                     | 47 700                    | 97,69                     | 33 733                   | 84,81                    |
|                                                                            |                                                                        |                           |                           |                          |                          |
| Candidat Étiquette politique (partis et alliances)                         | Candidat Étiquette politique (partis et alliances)                     | Voix                      | % des exprimés            | Voix                     | % des exprimés           |
|                                                                            |                                                                        |                           |                           |                          |                          |
|                                                                            | Sophie Mette Mouvement démocrate (La République en marche)             | 14 888                    | 31,21                     | 18 059                   | 53,54                    |
|                                                                            | Gilles Savary (député sortant) Parti socialiste                        | 8 289                     | 17,38                     | 15 674                   | 46,46                    |
|                                                                            | François Papiau La France insoumise                                    | 6 844                     | 14,35                     |                          |                          |
|                                                                            | Michel Dufranc Les Républicains (Union des démocrates et indépendants) | 6 201                     | 13,00                     |                          |                          |
|                                                                            | Sophie Rivière Durivault Front national                                | 5 938                     | 12,45                     |                          |                          |
|                                                                            | Dominique Baude Europe Écologie Les Verts                              | 2 130                     | 4,47                      |                          |                          |
|                                                                            | Cristine Guerné Parti communiste français                              | 977                       | 2,05                      |                          |                          |
|                                                                            | Rémi Berthonneau Debout la France                                      | 952                       | 2,00                      |                          |                          |
|                                                                            | Jean-Philippe Delcamp Lutte ouvrière                                   | 442                       | 0,93                      |                          |                          |
|                                                                            | Antoine Courjaud Divers gauche (Nouvelle Donne)                        | 362                       | 0,76                      |                          |                          |
|                                                                            | Fanny Loustau Divers (Union populaire républicaine)                    | 339                       | 0,71                      |                          |                          |
|                                                                            | Xavier de Jaeger Divers (Parti du vote blanc)                          | 326                       | 0,68                      |                          |                          |
|                                                                            | Patrick Dhersin Écologiste (Mouvement 100 %)                           | 12                        | 0,03                      |                          |                          |
| Source : Ministère de l'Intérieur - Neuvième circonscription de la Gironde |                                                                        |                           |                           |                          |                          |

#### Dixième circonscription
Député sortant : Florent Boudié (Parti socialiste).
|                                                                           |                                                         |                           |                           |                          |                          |
|                                                                           |                                                         | Premier tour 11 juin 2017 | Premier tour 11 juin 2017 | Second tour 18 juin 2017 | Second tour 18 juin 2017 |
|                                                                           |                                                         |                           |                           |                          |                          |
|                                                                           |                                                         | Nombre                    | % des inscrits            | Nombre                   | % des inscrits           |
| Inscrits                                                                  | Inscrits                                                | 80 807                    | 100,00                    | 80 799                   | 100,00                   |
| Abstentions                                                               | Abstentions                                             | 39 213                    | 48,53                     | 44 708                   | 55,33                    |
| Votants                                                                   | Votants                                                 | 41 594                    | 51,47                     | 36 091                   | 44,67                    |
|                                                                           |                                                         |                           | % des votants             |                          | % des votants            |
| Bulletins blancs                                                          | Bulletins blancs                                        | 478                       | 1,15                      | 2 624                    | 7,27                     |
| Bulletins nuls                                                            | Bulletins nuls                                          | 376                       | 0,90                      | 1 400                    | 3,88                     |
| Suffrages exprimés                                                        | Suffrages exprimés                                      | 40 740                    | 97,95                     | 32 067                   | 88,85                    |
|                                                                           |                                                         |                           |                           |                          |                          |
| Candidat Étiquette politique (partis et alliances)                        | Candidat Étiquette politique (partis et alliances)      | Voix                      | % des exprimés            | Voix                     | % des exprimés           |
|                                                                           |                                                         |                           |                           |                          |                          |
|                                                                           | Florent Boudié (député sortant) La République en marche | 16 408                    | 40,27                     | 21 772                   | 67,90                    |
|                                                                           | Sandrine Chadourne Front national                       | 6 474                     | 15,89                     | 10 295                   | 32,10                    |
|                                                                           | Jean-Paul Garraud Les Républicains                      | 6 323                     | 15,52                     |                          |                          |
|                                                                           | Eloïse Bajou La France insoumise                        | 5 370                     | 13,18                     |                          |                          |
|                                                                           | Antoine Garanto Parti socialiste                        | 2 014                     | 4,94                      |                          |                          |
|                                                                           | Agnès Séjournet Europe Écologie Les Verts               | 1 576                     | 3,87                      |                          |                          |
|                                                                           | Charles Pouvreau Union des démocrates et indépendants   | 1 366                     | 3,35                      |                          |                          |
|                                                                           | Julien Delamorte Debout la France                       | 473                       | 1,16                      |                          |                          |
|                                                                           | Gaëlle Génin Lutte ouvrière                             | 306                       | 0,75                      |                          |                          |
|                                                                           | Jacqueline Moulard Divers (Parti du vote blanc)         | 244                       | 0,60                      |                          |                          |
|                                                                           | Nolwenn Lamothe Divers (Union populaire républicaine)   | 186                       | 0,46                      |                          |                          |
| Source : Ministère de l'Intérieur - Dixième circonscription de la Gironde |                                                         |                           |                           |                          |                          |

#### Onzième circonscription
Député sortant : Philippe Plisson (Parti socialiste).
|                                                                           |                                                                  |                           |                           |                          |                          |
|                                                                           |                                                                  | Premier tour 11 juin 2017 | Premier tour 11 juin 2017 | Second tour 18 juin 2017 | Second tour 18 juin 2017 |
|                                                                           |                                                                  |                           |                           |                          |                          |
|                                                                           |                                                                  | Nombre                    | % des inscrits            | Nombre                   | % des inscrits           |
| Inscrits                                                                  | Inscrits                                                         | 92 941                    | 100,00                    | 92 940                   | 100,00                   |
| Abstentions                                                               | Abstentions                                                      | 48 433                    | 52,11                     | 52 141                   | 56,10                    |
| Votants                                                                   | Votants                                                          | 44 508                    | 47,89                     | 40 799                   | 43,90                    |
|                                                                           |                                                                  |                           | % des votants             |                          | % des votants            |
| Bulletins blancs                                                          | Bulletins blancs                                                 | 838                       | 1,88                      | 2 584                    | 6,33                     |
| Bulletins nuls                                                            | Bulletins nuls                                                   | 408                       | 0,92                      | 1 239                    | 3,04                     |
| Suffrages exprimés                                                        | Suffrages exprimés                                               | 43 262                    | 97,20                     | 36 976                   | 90,63                    |
|                                                                           |                                                                  |                           |                           |                          |                          |
| Candidat Étiquette politique (partis et alliances)                        | Candidat Étiquette politique (partis et alliances)               | Voix                      | % des exprimés            | Voix                     | % des exprimés           |
|                                                                           |                                                                  |                           |                           |                          |                          |
|                                                                           | Véronique Hammerer La République en marche                       | 12 024                    | 27,79                     | 21 085                   | 57,02                    |
|                                                                           | Edwige Diaz Front national                                       | 10 230                    | 23,65                     | 15 891                   | 42,98                    |
|                                                                           | Joëlle Losson La France insoumise                                | 5 112                     | 11,82                     |                          |                          |
|                                                                           | Michelle Lacoste Parti socialiste                                | 3 179                     | 7,35                      |                          |                          |
|                                                                           | Mireille Conte Jaubert Les Républicains                          | 2 924                     | 6,76                      |                          |                          |
|                                                                           | Xavier Loriaud Divers droite                                     | 2 703                     | 6,25                      |                          |                          |
|                                                                           | Denis Baldès Divers droite (Résistons)                           | 1 486                     | 3,43                      |                          |                          |
|                                                                           | Bernard Bournazeau Divers gauche (Parti socialiste diss.)        | 1 378                     | 3,19                      |                          |                          |
|                                                                           | Sébastien Laborde Parti communiste français                      | 1 021                     | 2,36                      |                          |                          |
|                                                                           | Olivier Richard Europe Écologie Les Verts                        | 927                       | 2,14                      |                          |                          |
|                                                                           | Caroline Goguet Écologiste (Mouvement 100 % - Parti animaliste)  | 750                       | 1,73                      |                          |                          |
|                                                                           | Georges Giacomotto Debout la France                              | 573                       | 1,32                      |                          |                          |
|                                                                           | François Jay Extrême droite (Souveraineté, identité et libertés) | 261                       | 0,60                      |                          |                          |
|                                                                           | Marouni Ben Hadj Salem Lutte ouvrière                            | 253                       | 0,58                      |                          |                          |
|                                                                           | Sabine Ligozat Divers (Union populaire républicaine)             | 229                       | 0,53                      |                          |                          |
|                                                                           | Laetitia Depenveiller Divers (Parti du vote blanc)               | 212                       | 0,49                      |                          |                          |
| Source : Ministère de l'Intérieur - Onzième circonscription de la Gironde |                                                                  |                           |                           |                          |                          |

#### Douzième circonscription
Député sortant : Martine Faure (Parti socialiste).
|                                                                            |                                                                         |                           |                           |                          |                          |
|                                                                            |                                                                         | Premier tour 11 juin 2017 | Premier tour 11 juin 2017 | Second tour 18 juin 2017 | Second tour 18 juin 2017 |
|                                                                            |                                                                         |                           |                           |                          |                          |
|                                                                            |                                                                         | Nombre                    | % des inscrits            | Nombre                   | % des inscrits           |
| Inscrits                                                                   | Inscrits                                                                | 83 360                    | 100,00                    | 83 342                   | 100,00                   |
| Abstentions                                                                | Abstentions                                                             | 38 430                    | 46,10                     | 44 778                   | 53,73                    |
| Votants                                                                    | Votants                                                                 | 44 930                    | 53,90                     | 38 564                   | 46,27                    |
|                                                                            |                                                                         |                           | % des votants             |                          | % des votants            |
| Bulletins blancs                                                           | Bulletins blancs                                                        | 716                       | 1,59                      | 2 523                    | 6,54                     |
| Bulletins nuls                                                             | Bulletins nuls                                                          | 344                       | 0,77                      | 1 353                    | 3,51                     |
| Suffrages exprimés                                                         | Suffrages exprimés                                                      | 43 870                    | 97,64                     | 34 688                   | 89,95                    |
|                                                                            |                                                                         |                           |                           |                          |                          |
| Candidat Étiquette politique (partis et alliances)                         | Candidat Étiquette politique (partis et alliances)                      | Voix                      | % des exprimés            | Voix                     | % des exprimés           |
|                                                                            |                                                                         |                           |                           |                          |                          |
|                                                                            | Christelle Dubos La République en marche                                | 16 426                    | 37,44                     | 19 670                   | 56,71                    |
|                                                                            | Christophe Miqueu La France insoumise                                   | 7 191                     | 16,39                     | 15 018                   | 43,29                    |
|                                                                            | Yves d'Amécourt Les Républicains (Union des démocrates et indépendants) | 6 449                     | 14,70                     |                          |                          |
|                                                                            | Patrick Duval-Campana Front national                                    | 5 868                     | 13,38                     |                          |                          |
|                                                                            | Anne-Laure Fabre-Nadler Europe Écologie Les Verts (Parti socialiste)    | 3 016                     | 6,87                      |                          |                          |
|                                                                            | Catherine Veyssy Parti socialiste (Parti socialiste diss.)              | 2 983                     | 6,80                      |                          |                          |
|                                                                            | Alexis Febbrari Debout la France                                        | 682                       | 1,55                      |                          |                          |
|                                                                            | Richard Lavin Lutte ouvrière                                            | 357                       | 0,81                      |                          |                          |
|                                                                            | Jean-Claude Morin Divers droite (La France qui ose)                     | 313                       | 0,71                      |                          |                          |
|                                                                            | Benoît Lamothe Divers (Union populaire républicaine)                    | 312                       | 0,71                      |                          |                          |
|                                                                            | Catherine Largeteau Divers gauche (Nouvelle Donne)                      | 273                       | 0,62                      |                          |                          |
| Source : Ministère de l'Intérieur - Douzième circonscription de la Gironde |                                                                         |                           |                           |                          |                          |